# Classe Udaloy
A classe Udaloy I é uma classe de 12 contratorpedeiros ASW que foram construídos para a marinha Soviética, na qual 8 estão em serviço na marinha da Rússia. Sua designação russa é Project 1155 Fregat. Seriam feitos 15 navios, nos quais 2 foram cancelados, e o décimo terceiro foi feito para a classe Udaloy II. Ela complementa a classe Sovremennyy em operações antiaeronave e, às vezes, em operações antissuperfície.
A classe Udaloy II é uma classe que teria 3 contratorpedeiros ASW. O Almirante Chabanenko é o único no serviço ativo. Os 2 últimos nunca foram comissionados e acabaram desmanchados.

## Navios da classe
| Classe Udaloy I        | Classe Udaloy I        | Classe Udaloy I         | Classe Udaloy I                                                 |
| Nome                   | Batimento de quilha    | Lançamento              | Estado                                                          |
| ---------------------- | ---------------------- | ----------------------- | --------------------------------------------------------------- |
| Udaloy                 | 27 de julho de 1977    | 5 de fevereiro de 1980  | Desmanchado em 2002                                             |
| Vice-Almirante Kulakov | 4 de novembro de 1977  | 16 de maio de 1980      | Em serviço ativo                                                |
| Marechal Vasilyevsky   | 22 de abril de 1979    | 29 de dezembro de 1981  | Retirado do serviço                                             |
| Almirante Zukharov     | 16 de outubro de 1981  | 4 de novembro de 1982   | Incendiado em 1992, desmanchado                                 |
| Almirante Spiridonov   | 11 de abril de 1982    | 28 de abril de 1984     | Descomissionado em 2001                                         |
| Almirante Tributs      | 19 de abril de 1980    | 26 de março de 1983     | Incendiado em 1991 mas retornou ao serviço na frota do Pacífico |
| Marechal Shaposhnikov  | 25 de maio de 1983     | 27 de dezembro de 1984  | Em serviço ativo                                                |
| Severomorsk            | 12 de junho de 1984    | 24 de dezembro de 1985  | Em serviço asconde                                              |
| Almirante Levchenko    | 27 de janeiro de 1982  | 21 de fevereiro de 1985 | Em serviço ativo                                                |
| Almirante Vinogradov   | 5 de fevereiro de 1986 | 4 de junho de 1987      | Em serviço ativo                                                |
| Almirante Kharlamov    | 5 de fevereiro de 1986 | 4 de junho de 1987      | Em serviço ativo                                                |
| Almirante Panteleyev   | 28 de janeiro de 1988  | 7 de fevereiro de 1990  | Em serviço ativo                                                |

| Classe Udaloy II     | Classe Udaloy II        | Classe Udaloy II    | Classe Udaloy II    |
| Nome                 | Batimento de quilha     | Lançamento          | Estado              |
| -------------------- | ----------------------- | ------------------- | ------------------- |
| Almirante Chabanenko | 28 de fevereiro de 1989 | 16 de junho de 1994 | Em serviço ativo    |
| Almirante Basisty    | 1991                    | -                   | Desmanchado em 1994 |
| Almirante Kucherov   | 1991                    | -                   | Desmanchado em 1993 |